# Heinz Lingenberg
Heinz Lingenberg (* 3. Juni 1927 in Danzig-Langfuhr; † 25. November 1996 in Kiel) war ein deutscher Historiker.

## Leben
Nach seiner Schulzeit in Danzig schrieb sich Lingenberg an der Technischen Hochschule Danzig ein, wurde dann jedoch zum Kriegsdienst einberufen und geriet in Gefangenschaft. Im Anschluss beendete er sein Studium für das höhere Lehramt an der Christian-Albrechts-Universität zu Kiel, unterrichtete später am Johanneum zu Lübeck, trat aber schon 1978 aus gesundheitlichen Gründen in den Ruhestand.
Er nahm daraufhin eine intensive wissenschaftliche Tätigkeit auf, wurde 1979 in Kiel promoviert und veröffentlichte bis zu seinem Tode vier Bücher und zahlreiche Aufsätze, vornehmlich zur Geschichte Olivas und Danzigs sowie zur Kartographie Danzigs und Westpreußens. Unter anderem entdeckte er die älteste Quelle zur Olivaer Geschichte und konnte die Gründung des dortigen Klosters neu datieren.
Lingenberg lag besonders auch die Würdigung der polnischen Geschichtsforschung und die Verständigung der benachbarten Völker am Herzen. Für seine Arbeit wurde er unter anderem 1984 mit dem Danziger Kulturpreis ausgezeichnet. Seit 1983 war er Mitglied der Historischen Kommission für ost- und westpreußische Landesforschung.
Sein Bruder war der Mathematiker Rolf Lingenberg.

## Schriften (Auswahl)
- Die Anfänge des Klosters Oliva und die Entstehung der deutschen Stadt Danzig, Stuttgart 1982
- OLIVA – 800 Jahre: Von der Zisterzienserabtei zur Bischofskathedrale. Abriß der Geschichte des Klosters und Ortes Oliva (1186–1986), Lübeck 1986
- Die älteste Olivaer Geschichtsschreibung (bis etwa 1350) und die Gründung des Klosters Oliva, Lübeck 1994
- Urkundenfälschungen des Klosters Oliva und anderer geistlicher Institutionen Pommerellens/Pommerns (bis ca. 1310), Lübeck 1996

## Belege
1. ↑  Altpreußische Biographie 5, 2142; Preußenland 35, S. 56 f.

| Personendaten    | Personendaten        |
| ---------------- | -------------------- |
| NAME             | Lingenberg, Heinz    |
| KURZBESCHREIBUNG | deutscher Historiker |
| GEBURTSDATUM     | 3. Juni 1927         |
| GEBURTSORT       | Danzig               |
| STERBEDATUM      | 25. November 1996    |
| STERBEORT        | Kiel                 |